# Vue d'optique

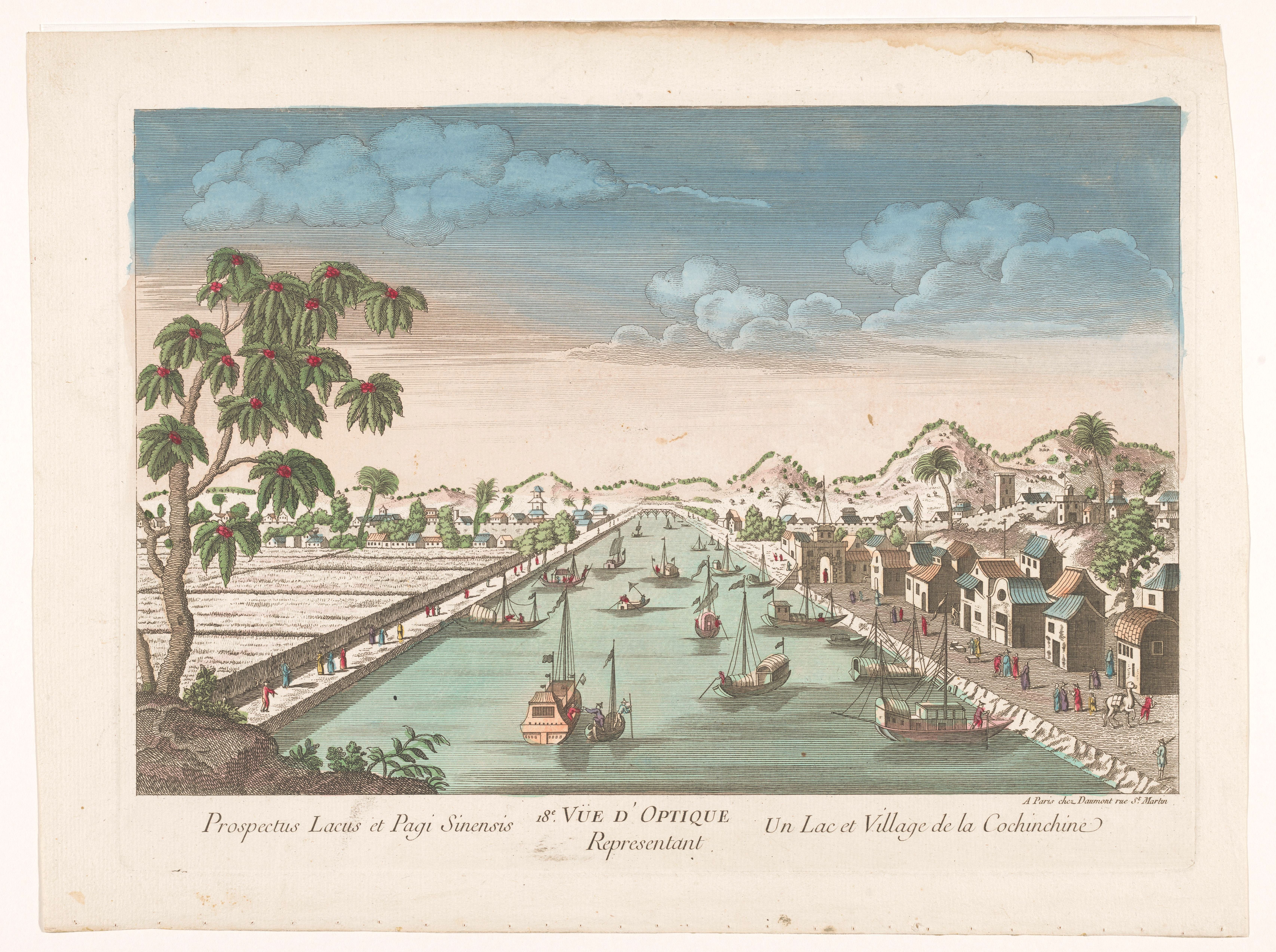
Góc nhìn về Nam Bộ.

Vue d'optique (Tiếng Việt tạm gọi là Góc nhìn quang học ) là những bản in phổ biến ở châu Âu vào thế kỷ 18. Nó được sử dụng qua một thiết bị gọi là zograscope. Đặc điểm đặc trưng nhất của chúng là góc nhìn tuyến tính được nhấn mạnh của chúng, được thực hiện để tăng cường thêm vẻ ngoài được cải thiện của chiều sâu và không gian ảo giác trong các bản in.

Các bản in thường có chủ đề về quang cảnh du lịch nổi tiếng vào thời điểm đó, các câu chuyện như Kinh thánh hoặc lịch sử. Có nhiều người hàng rong sử dụng các bản in này để kiếm tiền trong các hội chợ, dọc đường và các gia đình có điều kiện. 

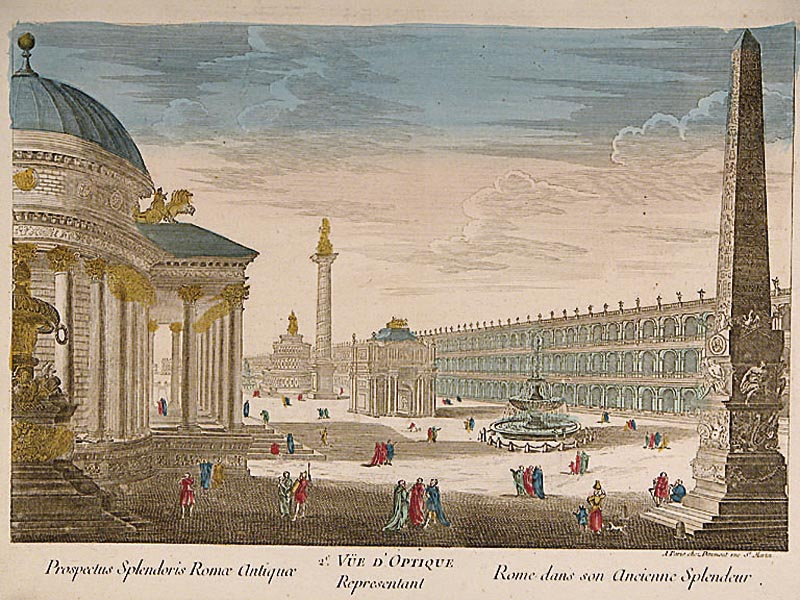
Rome.
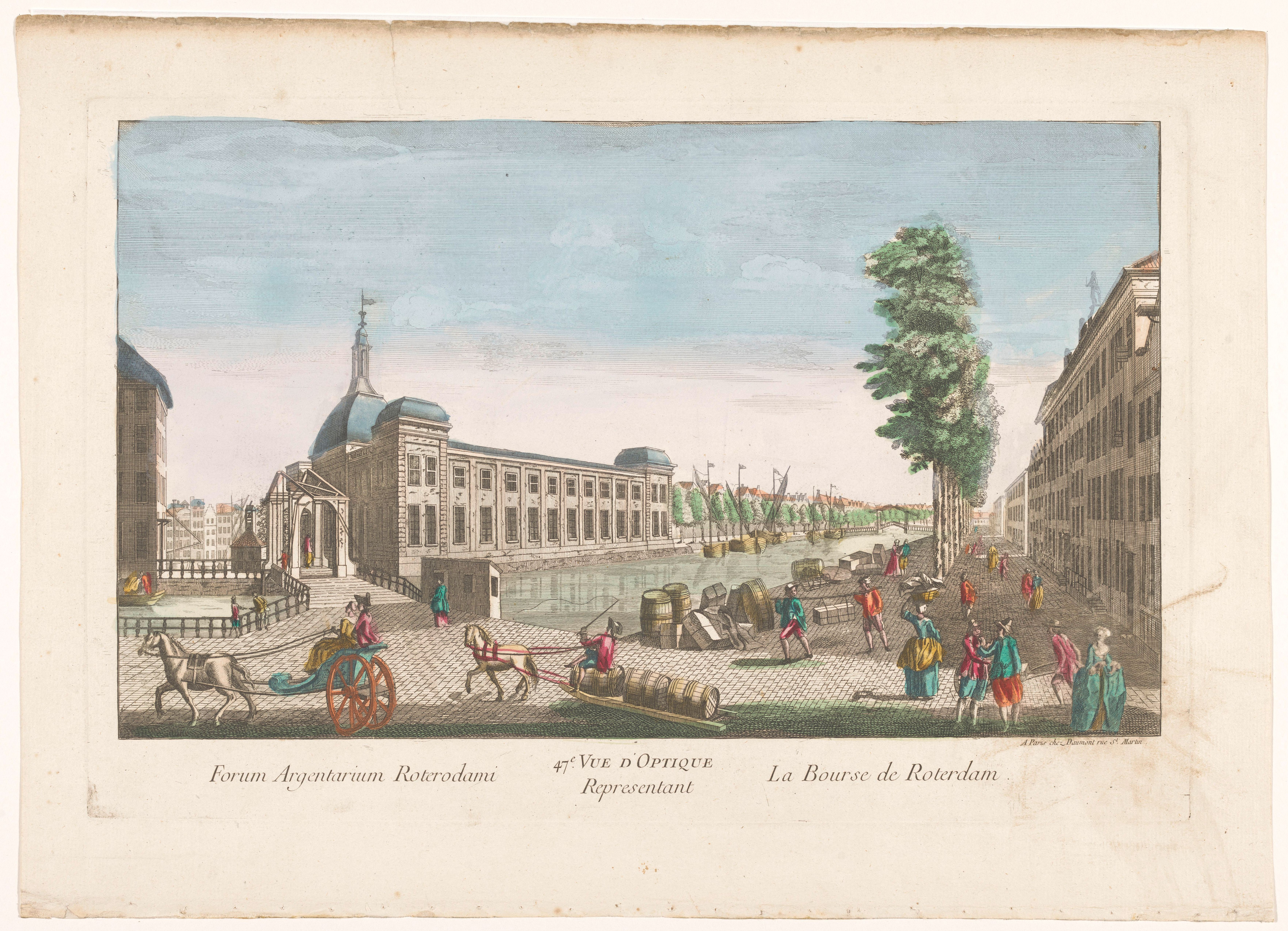
Rotterdam.
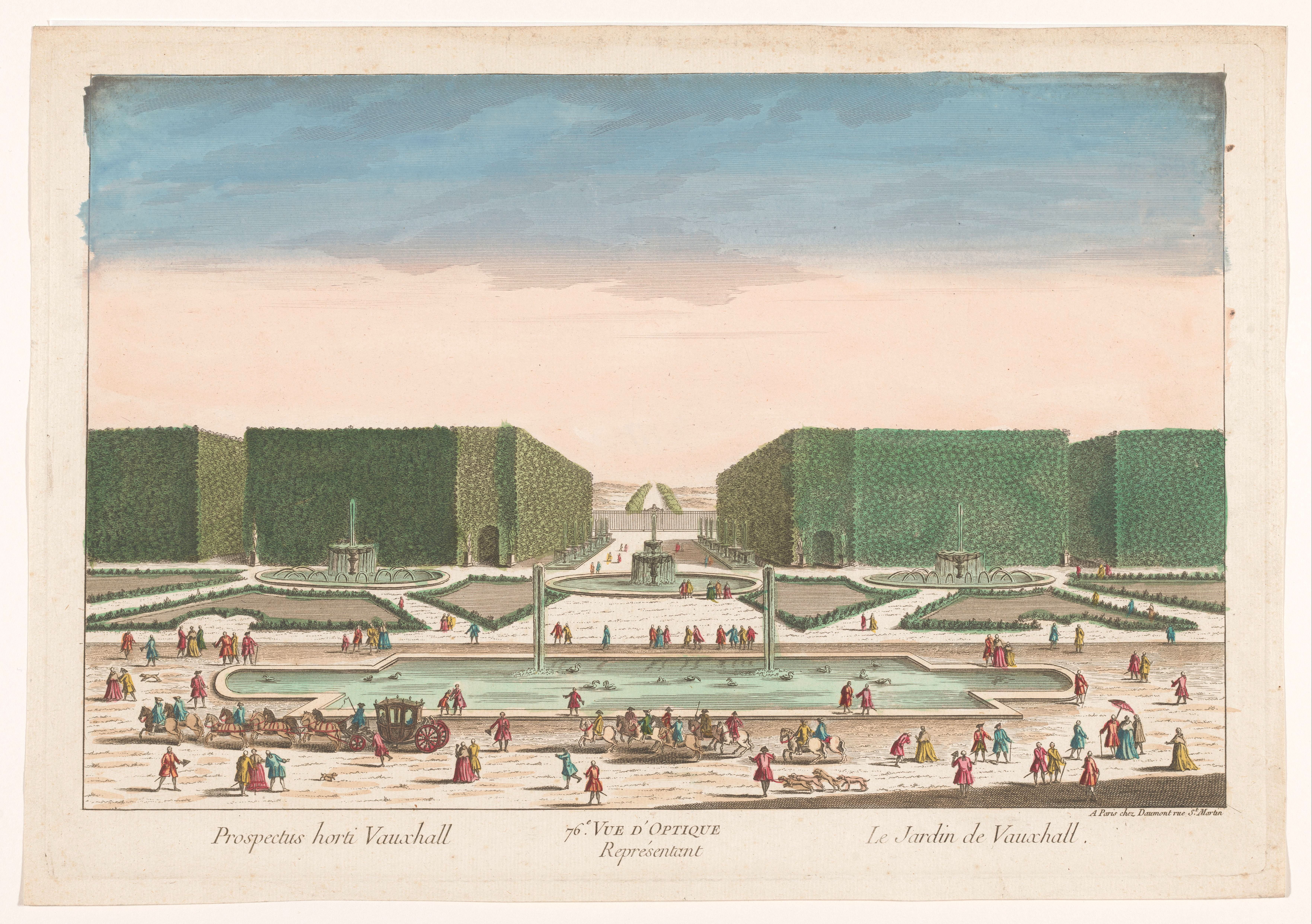
London.
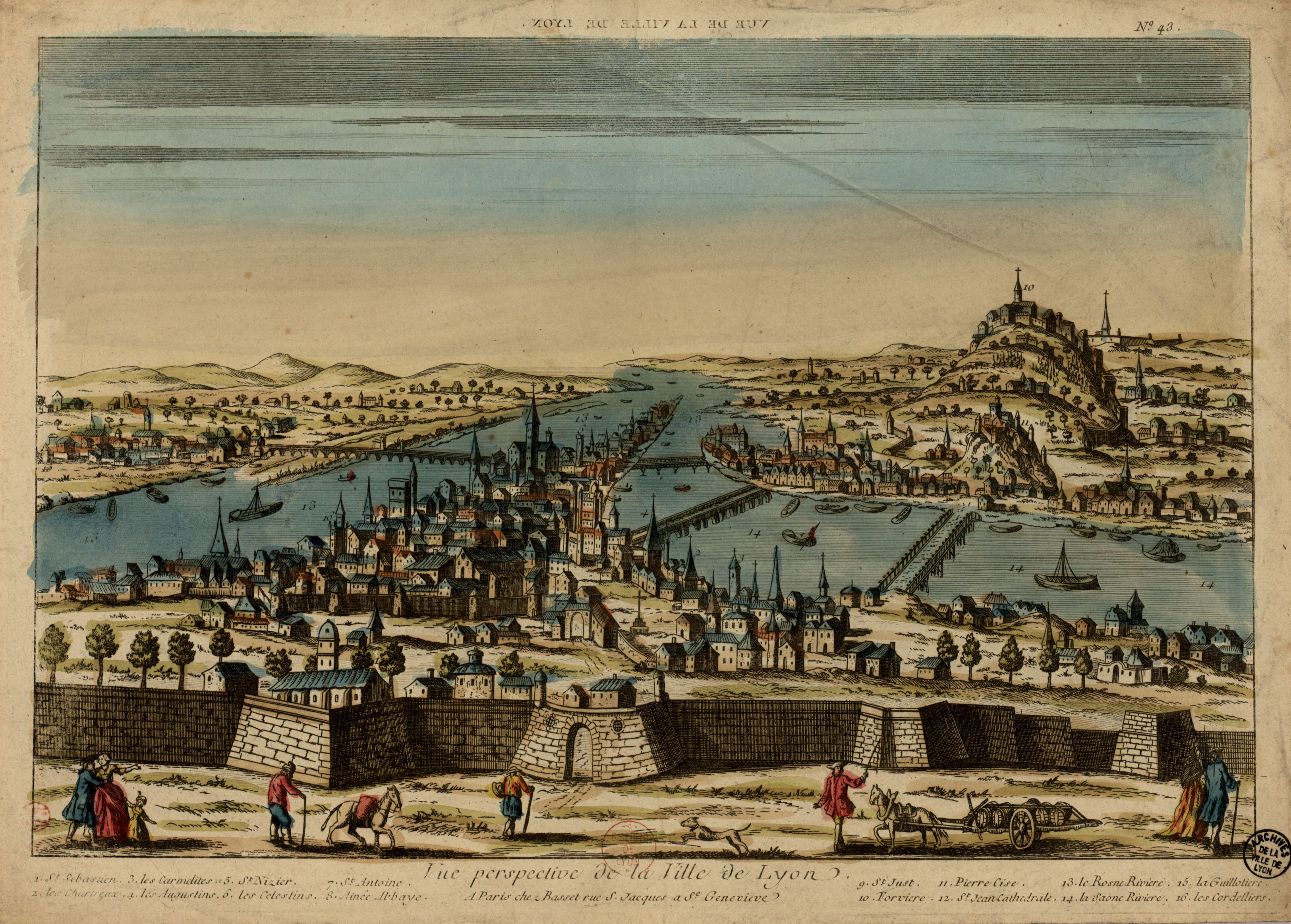
Lyon.
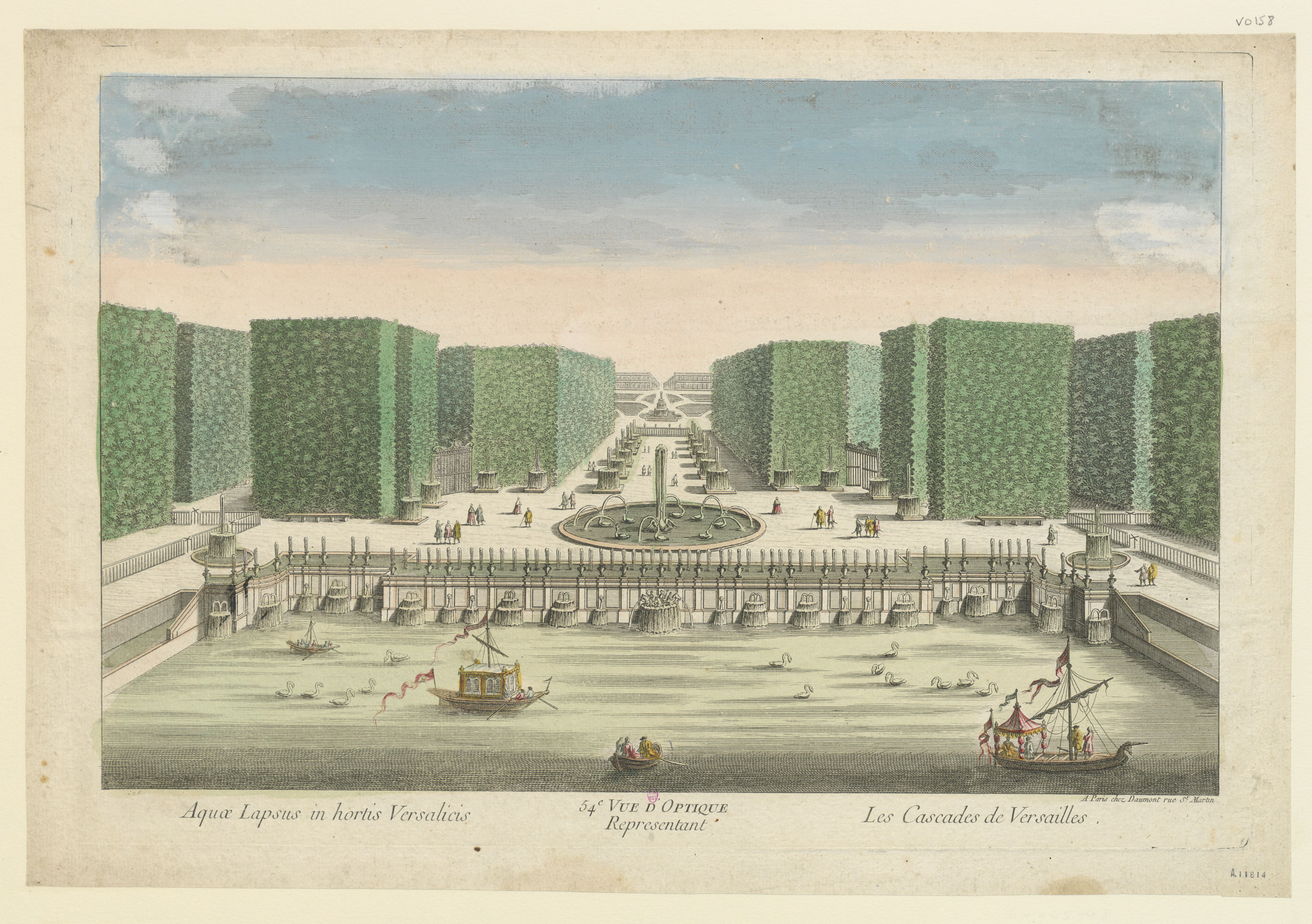
Versailles.